# Renate Chasman
Renate Wiener Chasman (10 de enero de 1932–17 de octubre de 1977) fue una física reconocida por sus contribuciones en el área de diseño de aceleradores de partículas. La configuración magnética para sincrotrones que ideó en colaboración con Ken Green, llamada celda de Chasman-Green o celda DBA ha sido utilizada en instalaciones de todo el mundo.

## Biografía
Renate Wiener nació en Berlín en una familia de origen judío en 1932. La mayor parte de su infancia y adolescencia transcurrió en Suecia, a donde su familia huyó del régimen nazi, tras una breve estancia en Holanda. Se trasladó a Israel para cursar estudios de maestría y doctorado en la Universidad Hebrea de Jerusalén. Después de su graduación en 1959, obtuvo un puesto de investigadora en la Universidad de Columbia. Allí conoció a Chellis Chasman, también físico de profesión, con el que se casó. La pareja se mudó a Yale, y finalmente se asentaron en 1963 en el Laboratorio Nacional de Brookhaven, donde Chasman inició su trabajo en la teoría de diseño de aceleradores de partículas. Participó en el diseño del acelerador linear para  AGS, en el colisionador de partículas Isabelle y el anillo de almacenamiento del NSLS (Fuente de Luz Sincrotrón Nacional), que no llegó a ver en funcionamiento por su fallecimiento por melanoma a los 45 años de edad.

## Trabajo científico
Durante su estancia en la Universidad de Yale, Chasman trabajó con Allan Bromley en espectroscopía nuclear. En Brookhaven, se dedicó al principio a compilar secciones eficaces de neutrones, pero pronto se interesó por los aspectos teóricos de la construcción de los aceleradores de partículas. Chasman era la única mujer en el departamento, pero llegó a ser la principal teorética del grupo. Tomó parte en el proyecto de diseño y construcción del acelerador linear o LINAC del AGS (Alternating Gradient Synchrotron) que fue en su día la máquina de mayor energía del mundo. También trabajó en la optimización del acelerador colisionador de protones de 400 GeV Isabelle. En los años 70, empezó a estudiar la optimización de las celdas magnéticas en anillos de almacenamiento, sincrotrones optimizados para la emisión de radiación ultravioleta y rayos X para estudios de materiales.
Su contribución más importante fue el concepto de la celda DBA Double Bending Achromat o Chasman-Green, consistente en su versión más simple de dos imanes curvadores alrededor de una lente magnética cuadrupolar. Variaciones de este configuración han sido el fundamento en los anillos de almacenamiento hasta el desarrollo en los 2000 de los primeros sincrotrones de cuarta generación. La construcción de la primera instalación que usó este principio, el NSLS, se aprobó el mismo año de la muerte de Chasman.
En 1985 el Laboratorio Brookhaven estableció un premio en honor de Renate Chasman para investigadoras estudiantes de posgrado.